# اورگلو
اِوِرگلُو یا Everglow (کره‌ای: 에버글로우; لاتین‌نویسی اصلاح‌شده: ebeogeullou یک گروه دخترانه اهل کره جنوبی و زیر نظر کمپانی یوهوا انترتینمنت می‌باشد. این گروه از شش عضو با نام‌های E:U، Sihyeon , Mia, Onda, Aisha و Yiren تشکیل شده‌است. گروه اورگلو در ۱۸ مارس سال ۲۰۱۹ با تک آلبوم Arrival of Everglow کار خود را آغاز کرد.